# Ludvig Ernst von Woyda
Ludvig Ernst von Woyda (1660 – 30. september 1729) var en dansk amtmand.
Han var vistnok af den pommerske adelsslægt af dette navn, efter andre af ætten Woyen i Sønderjylland, der ligesom Woyda'erne fører en hjort i våbenet. Han blev 1697 kammerjunker hos prinsesse Louise. I tiden fra 1699 til 1727 da han aftrådte embedet til sin svigersøn Johan von Jessen, var han amtmand i Kolding. Indtil 1704 havde han Koldinghus Ladegård i forpagtning, blev sidstnævnte år etatsråd og 1725 konferensråd. Han døde 30. september 1729.
Woyda ægtede ca. 1690 Magdalene Sybille von Klenow (Kleinau), datter af hertugelig meklenborgsk overførster Heinrich von Klenow og Sophie Clara von der Osten.